# Hormizd IV
Hormizd IV – władca Persji z dynastii Sasanidów w latach 579–590, syn Chosrowa I Anoszirwana.
Przez szereg lat prowadził wojny z Bizancjum, pokonany w 586. Prowadził także wojny z Turkami – przyczyną był w równym stopniu ich sojusz z Bizancjum, jak też  konflikt dotyczący handlu jedwabiem. Przeciw nim skierował uzdolnionego spahboda Bahrama Czobina, który w 588 odniósł walne zwycięstwo. Wkrótce jednak Bahram stanął na czele spisku arystokracji, który obalił i zamordował Hormizda, po czym Bahram ogłosił się władcą. Legalnym następcą Hormizda był jego syn Chosrow II Parwiz.